# Tunas

Localización de Tunas en Río Grande do Sul en Brasil.

Tunas es un municipio brasileño del estado de Rio Grande do Sul.
Se encuentra ubicado a una latitud de 29º06'11" Sur y una longitud de 52º57'22" Oeste, estando a una altitud de 339 metros sobre el nivel del mar. Su población estimada para el año 2004 era de 4.270 habitantes.
Ocupa una superficie de 218,16 km².
- Datos: Q1803262
- Multimedia: Tunas / Q1803262